# Nordiska Flaggsällskapet

Nordiska Flaggsällskapets flagga

FIAVs flagga

Nordiska Flaggsällskapet är en nordisk organisation som grundades för att främja vexillologi, läran om flaggor, i de nordiska länderna. Organisationen skapades i Köpenhamn 27 januari 1973.
Nordiska Flaggsällskapet utger tidskriften Nordisk Flaggkontakt med två nummer om året. 2003 arrangerade organisationen den tjugonde internationella flaggkongressen, som hölls på Armémuseum i Stockholm. Nordiska Flaggsällskapet är anslutet Fédération internationale des associations vexillologiques (FIAV), den internationella organisationen för vexillologiska sällskap och institutioner.
Nordiska Flaggsällskapets flagga är gul med en röd nordisk korsform bestående av flagglinor och den s.k. FIAV-knuten som är den internationella symbolen för vexillologi. Färgerna gult och rött återkopplar till det som förmodligen var Kalmarunionens flagga och som under 1900-talet har betraktats av vissa som Nordens flagga.